# Renova
Renova (kompletter Name: Renova – Fábrica de Papel do Almonda, SA) ist ein portugiesisches Unternehmen, welches Konsumgüter aus Papier produziert (zum Beispiel Papiertaschentücher oder Toilettenpapier). Der Hauptsitz befindet sich in der Stadt Torres Novas in Zentralportugal.
Renova ist eine der bekanntesten Marken der Branche innerhalb und außerhalb des Landes. Die Produkte werden in Japan, Frankreich, dem Vereinigten Königreich, den Vereinigten Staaten, Belgien und Spanien verkauft und beworben.

## Produkte

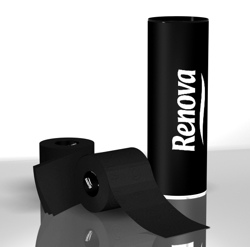
Das schwarze Toilettenpapier von Renova

Renovas Hauptprodukte sind Tücher für den Gebrauch im Haushalt und im Sanitärbereich wie Toilettenpapier, Küchenrollen, Servietten, Taschentücher, Kosmetiktücher. Renova produziert auch Hygieneprodukte für Frauen, Feuchttücher sowie Drucker- und Schreibpapier. Ein großer Erfolg in den letzten Jahren ist das einzigartige schwarze Toilettenpapier Renova Black. Mittlerweile wird es auch in den Farben Rot, Orange, Blau und Pink angeboten, und zwar nicht nur als Toilettenpapier, sondern zudem als Küchenrolle, Papiertaschentuch und Serviette. Kurze Zeit später waren das Toilettenpapier sowie andere Produkte aus dem Sortiment auch in Rot, Fuchsia, Orange, Grün und Blau erhältlich.

## Marke
Die Marke wurde außerhalb Portugals durch eine Werbekampagne bekannt (erstmals 2002 ins Leben gerufen), die Sex-Appeal benutzte, um Toilettenpapier zu verkaufen, was andere Unternehmen zuvor nicht wagten.